# Saginaw Gears (UHL)
Die Saginaw Gears waren eine US-amerikanische Eishockeymannschaft aus Saginaw, Michigan. Das Team spielte von 1994 bis 2000 in der Colonial Hockey League bzw. nach deren Namensänderung 1997 in der United Hockey League.

## Geschichte
Das Franchise der Chatham Wheels aus der Colonial Hockey League wurde 1994 von Chatham-Kent, Ontario, nach Saginaw, Michigan, umgesiedelt und in Saginaw Wheels umbenannt. Den größten Erfolg in den sechs Jahren ihres Bestehens erreichte die Mannschaft in ihrer Premieren-Spielzeit 1994/95, als sie nach dem dritten Platz in der West Division erst in der zweiten Playoff-Runde am späteren Meister Thunder Bay Senators, nachdem sie zuvor in Runde eins die Flint Generals ausgeschaltet hatten. In der folgenden Spielzeit erreichten sie noch einmal die erste Playoff-Runde, erreichten nach der ersten Namensänderung 1996 in Saginaw LumberKings allerdings anschließend nicht mehr die Playoffs. 
In der Saison 1998/99 lief das Franchise unter dem Namen Saginaw Gears in der United Hockey League, wie die Liga ab 1997 hieß, teil. Der Name wurde in Anlehnung an ein gleichnamiges Team gewählt, das von 1972 bis 1981 in der International Hockey League aktiv war. Nachdem sie die Saison 1999/2000 erneut in Saginaw begannen, wurden sie im Dezember 1999 nach Massillon, Ohio, umgesiedelt, wo sie die Spielzeit als Ohio Gears beendeten. Anschließend wurde das Franchise aufgelöst.      

## Saisonstatistik
Abkürzungen: GP = Spiele, W = Siege, L = Niederlagen, T = Unentschieden, OTL = Niederlagen nach Overtime SOL = Niederlagen nach Shootout, Pts = Punkte, GF = Erzielte Tore, GA = Gegentore, PIM = Strafminuten
| Saison  | GP | W  | L  | T | OTL | SOL | Pts | GF  | GA  | Platz       | Playoffs                        |
| 1994/95 | 74 | 36 | 31 | 7 | —   | —   | 79  | 306 | 321 | 3., CoHLW   | Niederlage in der zweiten Runde |
| 1995/96 | 74 | 32 | 35 | — | —   | 7   | 71  | 299 | 341 | 4., CoHLE   | Niederlage in der ersten Runde  |
| 1996/97 | 74 | 21 | 48 | — | —   | 5   | 47  | 263 | 399 | 5., CoHLE   | nicht qualifiziert              |
| 1997/98 | 74 | 23 | 46 | — | —   | 5   | 51  | 231 | 342 | 6., East    | nicht qualifiziert              |
| 1998/99 | 74 | 20 | 46 | — | —   | 8   | 48  | 212 | 332 | 3., West    | nicht qualifiziert              |
| 1999/00 | 74 | 12 | 57 | — | —   | 5   | 29  | 198 | 370 | 5., Central | nicht qualifiziert              |

## Bekannte Spieler
- Sjarhej Stas